# Дом Щукина
Дом Щу́кина — московская усадьба, известная с 1752 года. В разное время в особняке проживали ротмистр Николай Шаховской, дворянин Алексей Столыпин, князья Василий Хованский и Иван Трубецкой и другие. В 1882-м имение приобрёл купец Иван Щукин, который вскоре подарил его своему сыну Сергею. Он разместил в здании частную галерею картин импрессионистов, которые коллекционировал. После Октябрьской революции на основе его собрания создали Первый музей новой западной живописи. В 1948 году музейные фонды распределили между Эрмитажем и Государственным музеем имени Пушкина (ГМИИ), а особняк передали в ведение Министерства обороны.

## История

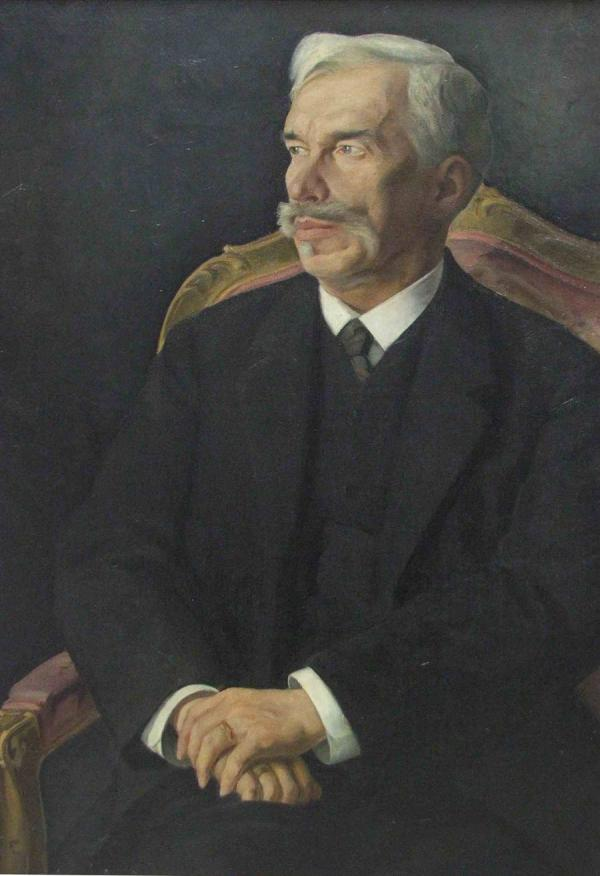
Владелец усадьбы Сергей Щукин, 1915 год

### Предыстория участка
Первые упоминания об участке возле Знаменской церкви Пресвятой Богородицы относятся к 1752 году, когда на месте ветхих строений возвели усадьбу ротмистра Николая Шаховского. К 1776-му владение перешло его сестре Н. А. Пасек. Она сдавала особняк Военной и Провиантской конторам. К концу XVIII века усадьбу выкупил дворянин Алексей Емельянович Столыпин (прадед М. Ю. Лермонтова). При нём строение дополнили флигелем, позднее объединённым с основным зданием. Столыпин устроил в доме крепостной театр, спектакли которого посещали поэт Пётр Вяземский и офицер Александр Тургенев. По воспоминаниям современников, через три года «дворянин попроелся, казна его поистряслась», и людей из крепостной труппы выкупили для Петровского театра.
В 1805 году имение переуступили князю Василию Хованскому, для которого дом перестроили в классицистическом стиле. Главный фасад на уровне второго этажа украсили балконом, срезали белокаменные наличники, установили треугольный фронтон. Но уже через три года Хованский продал особняк. Краевед Сергей Романюк указывает, что это решение он принял из-за суеверий. После смерти владельца соседнего особняка Андрея Вяземского священник, пришедший его отпевать, по ошибке зашёл в дом Хованского. Новым хозяином усадьбы стал князь Иван Николаевич Трубецкой, сын которого был дружен с Александром Пушкиным. Ряд исследователей полагает, что в юности поэт мог посещать усадьбу. Кроме того, обширная библиотека Трубецких упоминается в примечаниях к историческому сочинению «История Пугачёвского бунта». Княжеская резиденция пострадала во время  пожара 1812 года, но вскоре была реконструирована.

### Галерея Щукина
К середине XIX века участок выкупил профессор медицины А. И. Овер. В 1882 году он по низкой цене переуступил обветшавшее строение и более десятины земли купцу Ивану Щукину. Вместе с усадьбой ему достались также предметы интерьера, коллекция оружия князей Трубецких, ряд картин передвижников и эскизы Василия Сурикова к полотну «Боярыня Морозова». Позднее новые владельцы их перепродали. Через четыре года (по другим данным — в 1889-м) по случаю рождения внука Иван Щукин подарил имение своему сыну Сергею Ивановичу. Будучи известным коллекционером, он использовал дом для размещения личного собрания картин импрессионистов. На тот момент некоторых из них ещё не признавали на родине, поэтому Щукин нередко становился единственным покупателем, предлагавшим высокую цену. Искусствовед Я. А. Тугенхольд так описывал частное собрание Щукина: 
Снежная Москва, может гордиться тем, что дала бережный приют этим экзотическим цветам вечного лета, которых не сумела подобрать их официальная родина-мачеха Франция. В этом московском убежище не только самое большое собрание гогеновских картин, но, может быть, и наилучшее по своему выбору.
К 1908 году коллекция Щукина насчитывала около восьмидесяти картин, через четыре года их количество превышало две сотни. Среди них числилось 51 полотно Пабло Пикассо, 18 произведений Андре Дерена и 37 работ Анри Матисса. Также Щукин увлекался творчеством Пьера Пюви де Шаванна, Поля Синьяка, Фрица Таулова, Мак-Нейла Уистлера, Поля Сезанна, Пьера Ренуара, Клода Моне, Поля Гогена, Анри Руссо. Известно, что в личном фонде купца хранились «Танцовщица у фотографа», миниатюра «Завтрак на траве», «Цветы в вазе», «Белые кувшинки», «Сирень», «Обнажённая» и другие известные полотна. С 1909-го коллекционер открыл свою галерею для свободного посещения по выходным. Он самостоятельно проводил экскурсии и лекции. При этом экспозиция вызывала неоднозначную реакцию московской общественности. Так, двумя годами ранее один из гостей Щукина перечеркнул карандашом картину Моне в знак протеста против движения импрессионистов. В имении также проводили музыкальные вечера, на которых бывал Фёдор Шаляпин. В разное время усадьбу посещали князь Сергей Щербатов, купцы Иван и Михаил Морозовы, Сергей Боткин, художники и писатели Наталья Гончарова, Михаил Ларионов, Владимир Маяковский, Павел Кузнецов, Илья Машков, Александр Бенуа и другие культурные деятели.
Старое здание усадьбы было мало для размещения фонда Щукина, работы живописцев висели в два и в три ряда. В 1909 году (по некоторым данным — в 1913-м) дом перестроили по проекту архитектора Льва Кекушева. Он дополнил здание пристройкой для склада продукции семейной мануфактуры. По его эскизам также оформили интерьеры. Щукин развесил свои картины в соответствии с историко-монографическим принципом. Так, в комнате с картинами Моне можно было проследить всю эволюцию творчества художника. Один из залов дома отвели для афро-кубинской тематики в работах Пикассо, здесь же были выставлены древние статуэтки, привезённые Щукиным из Египта. В столовой разместили картины Гогена, пятнадцать из которых купец приобрёл оптом. «Салон Матисса» оформили в бледно-розовом, зелёном и вишнёвом цветах, для лучшего контраста с цветовой гаммой картин.
В 1911 году по приглашению Щукина усадьбу посетил Анри Матисс, по его указанию перевесили приобретённые купцом картины. Среди них были полотна «Музыка» и «Танец», написанные специально для парадной лестницы усадьбы. Москвовед Александр Васькин указывает, что Щукина смущали обнажённые фигуры на картинах и он самостоятельно закрасил отдельные детали.

### После революции
Существуют указания, что после Октябрьской революции Щукин некоторое время работал гидом при национализированной галерее, проживая в комнате прислуги. Но из сохранившейся переписки коллекционера следует, что в марте 1918 года он передал собрание живописи на хранение его зятю М. П. Келлеру и уже в августе того же года эмигрировал. Через два месяца галерею Щукина, включавшую 256 картин, признали государственной собственностью. Усадьбу в Большом Знаменском переулке стали именовать Первым музеем новой западной живописи. Участок и здание передали в ведение Народного комиссариата просвещения. По этому поводу коллекционер признавался позднее: «собирал не только и не столько для себя, а для своей страны и своего народа. Что бы на нашей земле ни было, мои коллекции должны остаться там». Вплоть до 1922 года часть особняка в Большом Знаменском переулке занимала квартира его дочери Екатерины Сергеевны Келлер и её мужа. Позднее они также выехали за границу. В этот период экспозицию неоднократно посещал председатель Реввоенсовета Лев Троцкий, который был поклонником Пикассо. В 1924-м складские помещения, возведённые при Щукине, были перестроены, позднее ликвидировали ограду участка.
В 1928—1929 годах галерею переместили в усадьбу Морозовых на Пречистенке, где она вошла в состав Государственного музея нового западного искусства. После Великой Отечественной войны бывшее собрание Щукина распределили между Эрмитажем и ГМИИ. До 1932-го особняк в Большом Знаменском переулке занимал Музей фарфора, позднее комплекс передали в ведение Министерства обороны. Существуют указания, что некоторое время строение занимали Музей Карла Маркса и Фридриха Энгельса, однако он располагался в бывшей усадьбе Вяземских в Малом Знаменском переулке. В 2008 году в стенах бывшего особняка Щукина в своём кабинете застрелился генерал Виктор Власов.

## Современность
В 2011 году усадьбу реконструировали для размещения приёмной министра обороны Анатолия Сердюкова. В этот период на подходе к дому установили контрольно-пропускной пункт. В черте огороженных объектов оказались также часть Большого Знаменского переулка, бывшие конюшня и склад мануфактуры семьи Щукиных. На тот момент часть переулка использовали под парковку. Через год на проходной установили пропускной режим, что препятствовало доступу к объекту культурного наследия. По сообщениям координатора проекта «Архнадзор» Константина Михайлова, здание заняла летняя резиденция Сердюкова. Однако представители Министерства обороны отказались от комментариев. События вызвали широкий резонанс и представители общественных движений направили коллективные обращения председателю Совета Министров Дмитрию Медведеву и Сергею Шойгу, занявшему пост главы Минобороны в 2012-м. По состоянию на 2013 год проход к комплексу открыли, однако фотографировать на прилегающей территории было запрещено. Через два года стало известно, что представители ГМИИ обсуждают с оборонным ведомством возможность проведения регулярных экскурсий на территории участка.